# Iontha
Iontha là một chi bướm đêm thuộc họ Erebidae.